# Tiirenă
Tiirena este un compus heterociclic triciclic, nesaturat, cu sulf, cu formula chimică C2H2S. Este analogul nesaturat al tiiranului.